# アドミラル・ラーザリェフ (ミサイル巡洋艦)
- アドミラル・ラザレフ

アドミラル・ラーザリェフ (Адмирал Лазарев) は、ロシア海軍の保有していたキーロフ級ミサイル巡洋艦の2番艦。太平洋艦隊に所属していた。艦名はロシア帝国海軍の黒海艦隊司令官で、ノヴォロシースクの整備に関わったほか南極圏調査を指揮した功績のあるАдмирал Лазаревミハイル・ペトロヴィッチ・ラーザリェフ海軍大将に因む。ソビエト連邦時代の艦名は、ミハイル・フルンゼに因んだフルンゼ (Фрунзе) だった。

## 艦歴
「フルンゼ」はレニングラード（現・サンクトペテルブルク）のバルチック造船所で建造され、1985年から1987年にかけて太平洋艦隊に配備された。
ソ連崩壊後にロシア海軍に編入され「アドミラル・ラーザリェフ」に改名されたが、1993年に小規模事故を起こし原子炉が緊急停止された。再起動には艦隊司令官の許可が必要だったが、当時の太平洋艦隊司令部では不祥事が相次ぎ、司令官を初めとする司令部要員が頻繁に交代していた。そのため太平洋艦隊は「ラーザリェフ」のことを気に掛ける余裕が無く、原子炉の再起動命令が出されないまま時間が過ぎた。原子炉の停止後、D. ヘンドラーが同基地にいた「ラーザリェフ」を視察し「この艦の原子炉は蒸気発生器が老朽化し、原子炉の再起動手順を知っている専門家が居ないため、原子炉を再起動出来ない」という結論を下した。その後1996年に退役、保管される。
2002年12月6日にも小規模の火災を起こしたものの、すぐに鎮火した。2004年、ボリショイ・カーメニのズヴェズダ造船所に回航して最低限の修理を行った後、2005年、再びストレロークに戻され、係留された。2014年12月には、係留保管を続けるために浮きドックで船体修復作業が実施されたが、2021年4月に解体が開始された。2021年10月24日時点で上構の兵装や電子機器が撤去され、1年後の2022年10月12日には上部構造物がすべて撤去された状態の写真が撮影された。